# Kaká Werá
Kaká Werá Jecupé (São Paulo, 1 de febrero de 1964) escritor y político brasileño del Partido Verde. Pertenece a la tribu kayapó.

## Libros publicados
- "Tupã Tenondé no pé"
- "A Terra dos Mil Povos - História Indígena do Brasil Contada por um Índio"
- "As Fabulosas Fábulas de Iauaretê"
- "Oré Awé - Todas as Vezes que Dissemos Adeus".